# Nakkaş Osman

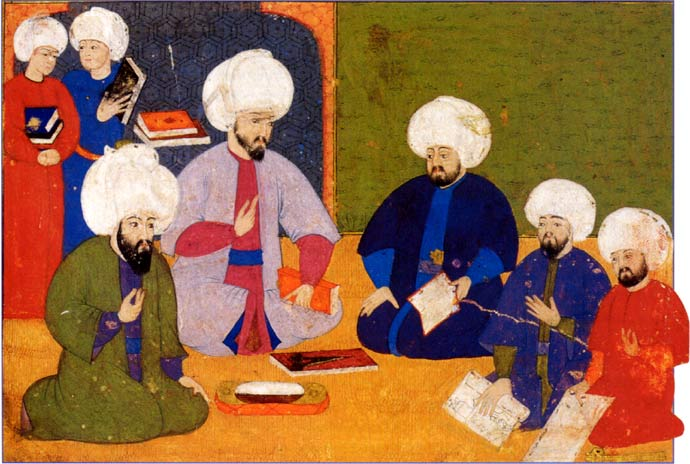
Die Gelehrten Şemseddin Ahmet Karabaği, Lokman, der Schreiber Ilyas Katib und die Maler Nakkaş Osman und Ali beraten über die Erstellung des „Şāh-nāme-i Selim han“. TSMK A. 3595, fo. 9r

Nakkaş Osman (osmanisch نقاش عثمان İA Naḳḳāş ʿOs̠mān, deutsch ‚Schriftmeister Osman‘) ist ein osmanischer Miniaturmaler, dessen Arbeit zwischen 1560 und 1592 in Istanbul nachweisbar ist. Er war der Leiter des Miniaturenateliers (naḳḳāş-ḫāne ‚Skriptorium‘) am osmanischen Hof und hat die Malerei seiner Zeit maßgeblich beeinflusst.

## Leben
Über das Leben Nakkaş Osmans ist wenig bekannt. Er leitete in der zweiten Hälfte des 16. Jahrhunderts, während der Regierungszeit Selims II. (1566–1574) und Murads III. (1574–1595), das Hofatelier (naḳḳāş-ḫāne). Sein Name wird erstmals im Lohnregister der Hofkünstler (ehl-i ḥiref ‚Gemeinschaft des Talents‘) vom September 1566 erwähnt.

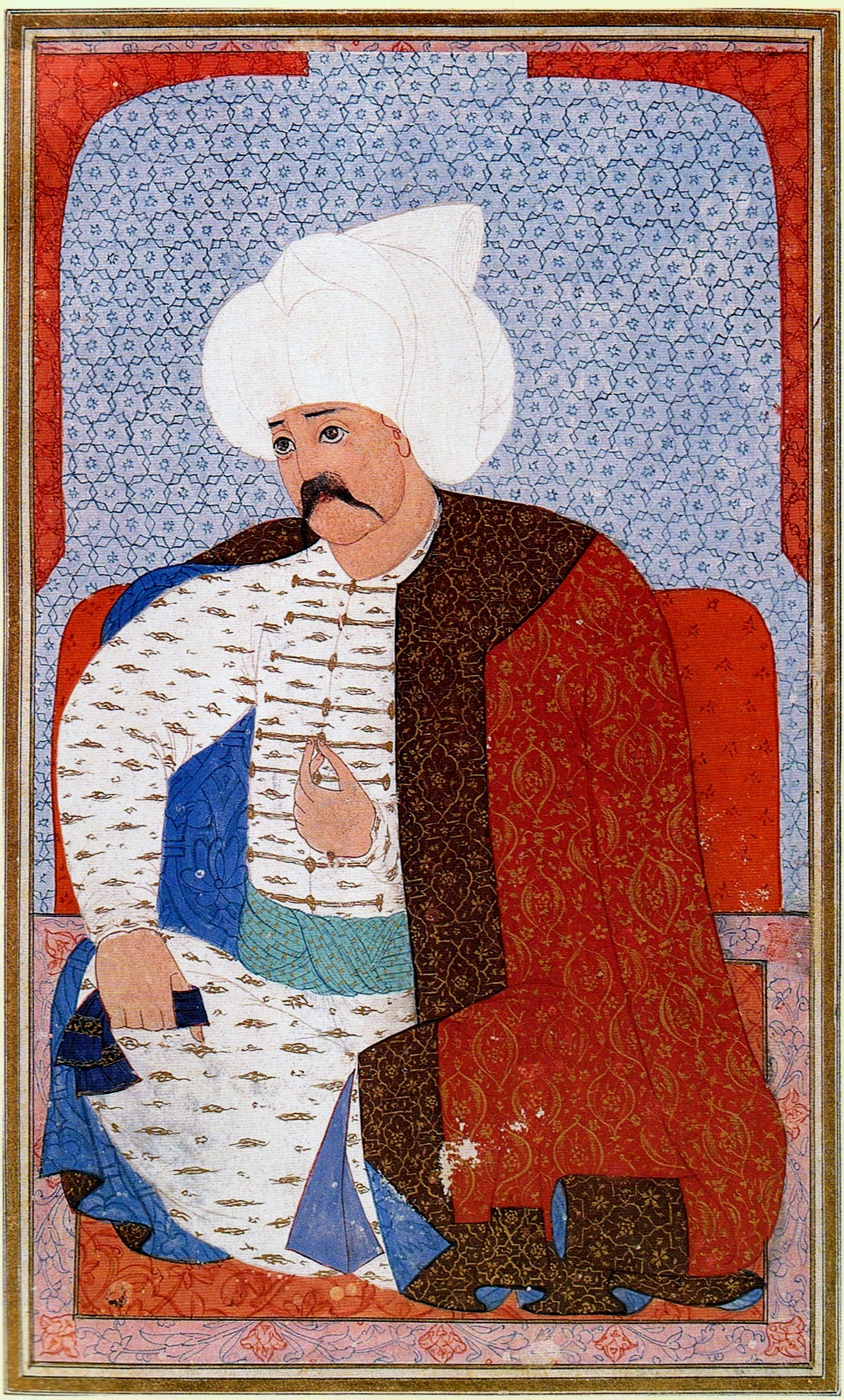
Porträt Selim I. aus dem Şemāʾil-nāme von Nakkaş Osman
Istanbul, TSMK, Hazine, Nr. 1562

Osman arbeitete eng mit Seyyid Lokman Çelebi, dem offiziellen Hofgeschichtsschreiber (şehnāmeci) des Sultans, am Bildprogramm der großen illuminierten Handschriften zusammen, die zu dieser Zeit entstanden. Sein Malstil ist wegen seiner realistischen Darstellung von Ort und Szenerie und seiner meisterlichen Komposition unverkennbar, die die ältere, oft überladene persische Gestaltung überwand.  Die Gesichter von ihm porträtierter historischer Personen sind in seinen Miniaturen oft wiederzuerkennen. Die Stadtansichten Osmans folgen der Tradition der Seekarten und der Darstellung von Städten, wie sie Matrakçı Nasuh eingeführt hatte.

## Werke (Auswahl)
Osman hat seine Werke nicht signiert. Aufgrund stilistischer Besonderheiten können bestimmte Werke ihm oder seiner Werkstatt zugeschrieben werden. Aus der Zusammenarbeit mit Seyyid Lokman sind mehrere Werke erhalten:
- Ẓafer-nāme (‚Siegesbuch‘; auch Tārīḫ-i Sulṭān Süleymān ‚Geschichte des Sultan Süleyman [I.]‘), eine Beschreibung der letzten Jahre der Herrschaft Süleymans I., 1579. Dublin, Chester Beatty Library, Nr. T 413
- Şeh-nāme-i Selīm ḫān (‚Königsbuch des Selim [II.] Han‘), 44 Miniaturen, abgeschlossen Januar 1581. Istanbul, TSMK, III. Ahmed, Nr. 3595
- Sūr-nāme-ʾi hümāyūn des Murad III., um 1582. Istanbul, TSMK, Hazine, Nr. 1344
- Zübdetü t-tevārīḫ (‚Die Auswahl der Geschichten‘), ein Buch über osmanische Geschichte, Museum für türkische und islamische Kunst, Nr. 1973
- Hüner-nāme (‚Tugend-Buch‘), 2 Bände, um 1584–1589. Istanbul, TSMK, Hazine, Nr. 1523, 1524[3]
- Şehin-şāh-nāme (‚Buch des Königs der Könige‘), Band 2, um 1592, vollendet gegen 1595–1597. Istanbul, TSMK, Bağdat Köşkü, Nr. 200

Für die Werke, die sich mit der früheren osmanischen Geschichte beschäftigten, betrieben Lokman und Osman Nachforschungen zu der Kleidung und Erscheinung der früheren Sultane. Das Ergebnis präsentierten sie 1579 in einem illuminierten Manuskript, dem Şemāʾil-nāme-i āl-i ʿOs̠mān (‚Personalbeschreibungsbuch des osmanischen Herrscherhauses‘; auch Ḳıyāfetü l-İnsānīye fī Şemāʾili l-ʿOsmānīye ‚Die menschliche Gestalt bei der osmanischen Personalbeschreibung‘). Das Buch wurde häufig kopiert und fand weite Verbreitung.

## Moderne Literatur
Nakkaş Osman und sein Werk Surname-i Hümayun spielen eine wichtige Rolle im Roman Rot ist mein Name des modernen türkischen Schriftstellers Orhan Pamuk.